# Jacob Wilhelm Nordan
Jacob Wilhelm Nordan, född 23 februari 1824 i Köpenhamn, död 11 april 1892 i Kristiania, var en dansk-norsk arkitekt. Han var far till Victor Nordan.
Nordan kom som barn till Norge. En tid var han assistent hos Johan Henrik Nebelong och studerade senare bland annat vid Kunstakademiet i Köpenhamn. Han ritade en mängd offentliga och privata byggnader, i och utanför den norska huvudstaden, av vilka särskilt kan nämnas posthuset och tekniska skolan i Oslo samt slottet Fritzøehus vid Larvik, vilket var hans största arbete på privatarkitekturens område.